# Temugé
Temugé Otxigin (de vegades apareix com a Temuché) fou el germà petit (biologic) de Genguis Kan.
Devia ser força petit quan va morir el pare Yesugei i va ser criat per la mare Oelun i per Genguis Kan en el temps de misèria. El 1206, quan Genguis Kan fou proclamat emperador, el xaman Koktchu, fill del padrastre de Genguis, va conspirar per dirigir l'imperi; després de provar de desfer-se de Qassar, un altre germà, ho va intentar amb Temugé Otxigin, al que va insultar en públic. Llavors Genguis Kan, aconsellat per la seva dona Borte, va permetre a Temugé de desfer-se del xaman; un dia que Koktchu va anar amb el seu pare Munglik a visitar al kan, Temugé el va agafar i tres guàrdies li van trencar la columna vertebral (és a dir el van matar sense vessar la seva sang).
El 1213 en la campanya de Genguis Kan contra els jurchen (dinastia Jin) Temuché va tenir el comandament del tercer exèrcit compartit amb el seu germà més gran Qassar. Aquest exèrcit va anar pel golf de Petxili cap a terres de Yong-p'ing i Leao-si
Com a ulus va rebre les terres de l'extrem oriental de Mongòlia, prop de l'antic país djurchat (moderna província de Girin). El 1227 li foren assignats 5000 homes.
Durant la regència de Toragana, el 1242 es va produir la mort de Txagatai, fill de Genguis Kan, que era el seu suport i qui li havia fet confiar la regència. Llavors el germà petit de Genguis Kan, Temugé Otxigin (els territoris del qual s'estenien per la Mongòlia oriental i la regió de Girin) es va dirigir amb soldats cap als territoris imperials amb intencions poc clares. Però l'arribada de Guyuk des d'Europa al seu ulus del Iemil, va estabilitzar la situació. Quan Guyuk fou elegit gran kan es va mostrar sever i gelós del seu poder; considerava que durant el regnat d'Ogodai i la regència de Toragana, el poder de l'estat s'havia reduït, i estava disposat a retornar al poder del gran kan com en temps de Genguis Kan. Va fer investigar la conducta del seu besoncle, Temugé Otxigin, que havia tractat d'atacar a la regent, i va castigar el seu entorn.